# Danny Schwarz (modello)
Danny Schwarz (Londra, 17 aprile 1986) è un modello inglese.

## Biografia
Nato nel 1986 a Londra, Danny Schwarz nel 2007 ottiene un contratto con l'agenzia di moda Premier Management di Londra, che gli permette nel gennaio 2008 di debuttare sulle passerelle milanesi di Calvin Klein. Il 7 aprile dello stesso anno il sito COACD.com nomina Schwarz miglior nuovo modello emergente. Nel corso del 2008 il modello sfila anche Bottega Veneta, Dolce & Gabbana, Just Cavalli, Tommy Hilfiger, rag & bone e Z Zegna, oltre ad essere testimonial per Cutler & Gross, Missoni (insieme alle modelle Natasha Poly e Isabeli Fontana, fotografati da Steven Meisel) e per D&G, fotografato da Mario Testino.
Nel 2009 Danny Schwarz diventa protagonista della campagna pubblicitaria televisiva di Calvin Klein Jeans. Nel corso della sua carriera è comparso su Vogue Russia, Upstreet, Esquire, GQ e V Man. Il 29 giugno 2009 la rivista Forbes ha nominato Schwarz il quarto modello di maggior successo nel corso dell'anno precedente.

## Agenzie
- Premier Model Management - Londra
- VNY Model Management - New York
- d'management Group - Milano
- IMM Bruxelles - Bruxelles
- FM Agency - Londra
- Mega Model Agency - Amburgo